# Winthrop Palmer
Winthrop Palmer   (Summit, 5 de desembre de 1906 - Madison, 4 de febrer de 1970) va ser un jugador d'hoquei sobre gel estatunidenc que va competir durant les dècades de 1920 i 1930.
El 1932 va prendre part en els Jocs Olímpics de Lake Placid, on guanyà la medalla de plata en la competició d'hoquei sobre gel.
En el seu palmarès també destaca una medalla d'or al Campionat del Món d'hoquei gel de 1933, primera que aconseguí la selecció estatunidenca.